# Battaglia di Lilla
La battaglia di Lilla venne combattuta durante la prima fase della campagna di Francia, dopo lo sfondamento tedesco del fronte sulla Mosa e durante la caotica ritirata alleata per sfuggire alla distruzione totale. Si svolse dal 28 al 31 maggio 1940 intorno alla città di Lilla tra i resti della 1ª Armata francese e le preponderanti forze tedesche della 6ª e della 4ª Armata (tra cui due Panzer-Divisionen del 15º Panzerkorps) che completarono con successo una vasta manovra a tenaglia accerchiando oltre 40 000 soldati francesi. Peraltro le truppe francesi accerchiate, costituite dalle migliori divisioni motorizzate e nordafricane disponibili nell'Armée, si batterono con grande accanimento e notevole valore, prolungando al massimo la resistenza, nonostante la situazione disperata, e trattennero per alcuni giorni decisivi potenti forze tedesche, sottraendole alla manovra verso la costa della Manica, favorendo in questo modo il ripiegamento della BEF e di altre forze francesi verso Dunkerque. Il generale Prioux, ultimo comandante della 1ª Armata francese venne catturato all'interno della sacca insieme ad oltre 34 000 soldati ed a molto materiale.